# سوجاندها ميشرا
سوجاندها ميشرا مواليد 23 مايو 1988 في بنجاب، الهند، هي ممثلة هندية بدأت مسيرتها الفنية عام 2009.

## وصلات خارجية
- الموقع الإلكتروني